# Helgoland (книга)
Helgoland — книга італійського фізика Карло Ровеллі про квантову механіку та її реляційну інтерпретацію, розроблену Ровеллі. Назва походить від Гельголанду — острова в Північному морі, де Вернер Гейзенберг усамітнився, розвиваючи основні ідеї квантової механіки в 1925 році.
Книга вперше була опублікована італійською мовою у 2020 році, а наступного року вийшов англійський переклад Еріки Сегре та Саймона Карнелла. Перський переклад, перекладений Самане Норузі (видавець Чатранг), був опублікований наступного року в Ірані.